# Хуго I (граф на Тюбинген)
Хуго I фон Тюбинген (Хуго III) (на немски: Hugo I (III) von Tübingen; * ок. 1007; † вер. 1087/ок. 1120) е пфалцграф на Тюбинген през 1078/1079 г. и един от основателите на манастир Блаубойрен. Хуго I е споменат за пръв път в документ през 1078 г.

## Биография
Той е брат на граф Анселм фон Наголдгау († ок. 966) и на граф Зигибот (1078).
Граф Хуго I отива с други графове от околността (граф Адалберт фон Калв, граф Куно фон Ахалм, граф Лиутолт фон Ахалм) на страната на геген-крал Рудолф фон Райнфелден. Затова през 1078 г. император Хайнрих IV е обсаден в неговия замък „Castrum Twingia Alemannorum“. Хайнрих претърпява загуби, Удо, архиепископът на Трир, един от неговите най-важни привърженици, умира по време на обсадата. Едва през следващата година, 1079, граф Хуго се подчинява на краля.
Хуго основава през 1085 г. с братята си манастир Блаубойрен. Той подарява имоти при Байнинген и Випинген и гора в Алтентал на манастира. Хуго участва в основаването най-малко от братята си.

## Фамилия
Хуго I се жени за Хемма (Гемма) фон Арнщайн († 1150), дъщеря на граф Лудвиг I фон Арнщайн/Лан († 1084) и Гуда фон Цутфен. Той има децата:
- Удалхилдис фон Тюбинген († 24 февруари 1169), омъжена за маркграф Херман IV фон Баден, Верона, Хохберг († 13 септември 1190).
- Хуго I пфалцграф на Тюбинген († 1152), женен за Емма или Хемма фон Цолерн († сл. 1152)
- Хайнрих II, граф
- Вернер, домхер в Аугсбург